# 勸修寺
勸修寺（かじゅうじ）是位在日本京都府京都市山科區的寺院，真言宗山階派大本山。山號「龜甲山」（きっこうざん）。本尊千手觀音、開基（創立者）為醍醐天皇、開山（初代住持）為承俊。代代由法親王擔任住持的門跡寺院，與皇室和藤原氏淵源很深。

## 關連項目
- 勸修寺家
- 勸修寺流